# Gustavo Del Prete
Gustavo Javier Del Prete (Cipolletti, 12 giugno 1996) è un calciatore argentino, attaccante dell'Atlas.

## Caratteristiche tecniche
È una seconda punta.

## Carriera
Cresciuto nel settore giovanile del Cipolletti, ha esordito in prima squadra il 2 marzo 2014 disputando l'incontro di Torneo Argentino A pareggiato 0-0 contro il Racing de Olavarría.